# Sugar (Gimme Some)
Sugar (Gimme Some) é o segundo single do rapper americano Trick Daddy do seu sexto álbum de estúdio Thug Matrimônio: Married to the Streets. A canção possui parceria com outros rappers como Ludacris & Cee-Lo Green e foi produzido por Mike Caren. O single foi certificado ouro pela RIAA.

## Remix
O remix oficial substitui o verso de Trick Daddy por  um verso de Lil' Kim. Há também uma segunda versão que possui o verso de Trick Daddy, logo apos o verso de Lil 'Kim.

## Videoclipe
O vídeo de "Sugar" é a versão remixada com Lil' Kim e Cee-Lo Green, mas Ludacris estava ausente na hora da gravação do vídeo, por isso seu verso foi vetado do vídeo.

## Versão original
Trick Daddy cobriu o a canção "Sugar on My Tongue" de Talking Heads e a usou como sample.

## Charts
| Chart                       | Posição |
| --------------------------- | ------- |
| ARIA Charts                 | 31      |
| UK Singles Chart            | 31      |
| Billboard Hot 100           | 20      |
| Billboard R&B/Hip-Hop Songs | 36      |
| Billboard Pop Songs         | 4       |
| Billboard Rap Songs         | 12      |
| Rhythmic                    | 14      |